# José Saraiva
José Saraiva (Donas, Fundão, 1 de abril de 1881 — Santa Isabel, Lisboa, 13 de fevereiro de 1962) foi um professor português. 
Era filho de António Venâncio, carpinteiro, natural de Souto da Casa, Fundão, e de Florinda Maria, natural de Donas, Fundão. Foi batizado a 26 de maio de 1881 na igreja de Donas, Fundão, constando do seu assento de batismo que se encontrava em perigo de vida no dia do seu nascimento, 1 de abril de 1881.
Oriundo de uma família humilde, começou a sua vida como marçano, até terminar o curso de História. Licenciado pela Universidade de Coimbra, foi aluno de Teófilo Braga. 
Professor do ensino liceal, historiador e crítico de arte, estabeleceu-se em Leiria em 1915. Nessa cidade, onde viveu até 1932, foi professor efetivo e reitor do Lyceu Francisco Rodrigues Lobo (hoje Escola Secundária Francisco Rodrigues Lobo) e da Escola Industrial e Comercial de Leiria (atual Escola Secundária Domingos Sequeira). Depois de se ter transferido para Lisboa, foi reitor do Liceu Passos Manuel, a partir de 1933. Foi membro da Junta Nacional de Educação, onde apresentou vários pareceres sobre assuntos pedagógicos.
Pertenceu à Academia Portuguesa da História.
Em Leiria, foi presidente da Liga dos Amigos do Castelo de Leiria, a ele se devendo a primeira planta topográfica e a primeira monografia daquele monumento. 
A 28 de abril de 1951 foi agraciado com o grau de Comendador da Ordem da Instrução Pública.
O seu nome foi atribuído à Escola Básica dos 2.º e 3º Ciclos José Saraiva, em Leiria.
Está consagrado nas toponímias de Lisboa (freguesia de Santa Maria dos Olivais, Edital de 26-03-1971); Oeiras (freguesia de Queijas); e Sesimbra (freguesia da Quinta do Conde).
Morreu vítima de gangrena da vesícula biliar a 13 de fevereiro de 1962, na Casa de Saúde das Amoreiras, sita na Rua das Amoreiras, 183, freguesia de Santa Isabel, em Lisboa. Contava 80 anos e foi sepultado no cemitério de Donas, sua terra natal.

## Obras
- Os Painéis do Infante Santo (1925);
- Leiria. Breve estudo crítico das suas origens e notícias históricas, arqueológicas e artísticas das ruínas do seu Castelo da Catedral;
- O Ensino Secundário (1935);
- O Livro de Marco Polo[2].

Com Rui Pinto de Azevedo e Paulo Merêa colaborou na edição de Documentos Medievais Portugueses – Documentos Particulares (Lisboa, 1940) e de Documentos Medievais Portugueses – Documentos Régios (Lisboa, Volumes I, e Tomo I do Volume II – 1958-1962).

## Dados genealógicos
Filho de António Venâncio Saraiva (1851-1884) e de sua mulher (c. Donas, 7 de agosto de 1875) Florinda Maria (1845-?).
Casou em Lisboa, na 1.ª Conservatória do Registo Civil, a 8 de novembro de 1913, com Maria da Ressurreição Baptista (Donas, Fundão, 9 de março de 1883 — Mercês, Lisboa, 18 de agosto de 1961), filha de Hermano José Baptista e de Ana Albina Baptista, naturais de Donas, Fundão. Era irmã de José Maria Hermano Baptista (1895-2002).
Teve sete filhos (5 filhos e 2 filhas), entre eles:
- António José Saraiva (1917-1993)
- José Hermano Saraiva (1919-2012).